# Erogena cona
Erogéna cóna je del telesa, ki je spolno vzdražljiv. Vsak človek ima erogene cone. Čutnice so v koži in od tam posredujejo dražljaje dotika in pritiska v možgane, kjer jih zaznavamo. Vendar pa niso pri vseh ljudeh na istem mestu in vsakdo si želi dotikanja na drugačen način.
Seksologi razvrščajo erogene cone v tri skupine.
Arhaične erogene cone so oddaljene od spolovil, vendar zelo občutljive na dotik. Tako lahko med stimulacijo arhaičnih con uvrščamo božanje, poljub, nežno grizljanje ali lizanje po vratu, nežen dotik s prsti, sesanje spodnje ustnice, poljubljanje za ušesom, grizljanje »uhlja«, rahel dotik vzdolž hrbtenice in podobno.
Delovanje na področju sekundarnih erogenih con predstavlja že pravo predigro spolnemu odnosu. Sem uvrščamo predvsem nežno grizljanje, lizanje in sesanje prsnih bradavičk, energično masiranje in poljubljanje zadnjice ter nežne krožne gibe z roko po poraščenih predelih okrog spolovil.
Primarne erogene cone pa so dejansko spolovila. Pri ženski je to klitoris – ščegetavček, pri moških pa penis in moda: tu so prakse prijemi in možnosti občevanja neštete. Bistvo upravljanja s spolovili pa je le eno in zelo pomembno – bodite nežni.

## Spolovila

### Moški
Moške lahko vzburi draženje strani in glansa penisa, zgornje strani glansa, kožice penisa, sprednje strani modnika, kože med modnikom in perinejem anusa in okolice anusa. Prostato je mogoče dražiti iz rektuma, npr. pri analnem spolnem občevanju, ali s pritiskom na bazo perineja blizu anusa. Moški, ki poročajo o občutku draženja prostate, to pogosto opisujejo podobno kot ženske pri opisovanju draženja točke G.
Kožica penisa, ki ima močno oživčen nagubani pas in pod tem frenularni delta, ima mukokutane končiče, ki segajo od distalnega roba do mesta, kjer se začne odlačena koža. Tanki dermis in minimalna količina podkožnega tkiva postavljata živčna mrežja tesno drugo ob drugo. Tu so prisotna Vater-Pacinijeva telesca. Mukokutani končniči nastanejo po rojstvu, in sicer jih je pri novorojenčkih Tzelo malo, pri odraslih pa so dobro organizirani. Cold in Taylor sta leta 1999 navedla, da je kožica penisa primarno erogeno tkivo. Alanis in Lucidi sta to trditev leta 2004 označila za nedokazano ugibanje.

### Ženske
Deli vulve, še zlasti klitoris, so erogena območja. Čeprav vagina sama po sebi ni posebej občutljiva, ima v spodnji tretjini (območju blizu vhoda) koncentracije živčnih končičev, ki omogočajo prijetne občutke ob spolnem draženju; to imenujemo tudi sprednja stena vagine ali zunanja tretjina vagine in vsebuje večino vaginalnih živčnih končičev, zaradi česar je bolj občutljiva kot notranji dve tretjini vaginalnega valja.
V notranji steni vagine je del grobega narebričenega tkiva, katerega teksturo občasno opisujejo kot podobno ustnemu nebu ali malini, ob spolnem vzburjenju ženske pa lahko daje gobast občutek. Temu pravimo spongiozna sečnica in tu bi morda lahko bila tudi točka G — predel vagine, ki ga nekatere ženske opisujejo kot erogeno cono, pri draženju katere lahko pride do spolnega vzburjenja, orgazmov in ženske ejakulacije. O obstoju točke G in tem, ali gre za ločeno strukturo, strokovnjaki še razpravljajo. Različne ženske jo navajajo na različnih mestih, pri nekaterih ženskah pa manjka, zato znanstveniki na splošno menijo, da gre za podaljšek klitorisa.